# Johan Groneman
Johan Ludovicus Theodorus Groneman (Groningen, 25 juni 1876 – Menaldumadeel, 28 juli 1953) was een Nederlands burgemeester van Hengelo en ingenieur.

## Leven en werk
Groneman werd in 1876 in Groningen geboren als zoon van de Groningse HBS-directeur dr. Florentius Goswin Groneman (1838-1929) en Jacoba Johanna Cornelia Kappeyne van de Coppello (1845-1910). Hij stamt uit een familie van geleerden. De werktuigkundig ingenieur Groneman richtte in 1916 aan de Spoorstraat het eerste ingenieursbureau van Hengelo op, genaamd Ingenieursbureau en Technisch Handelsbureau. Namens de NSB werd hij in 1943 burgemeester van Hengelo. Op 3 april 1945 nam mr. Jan van der Dussen (1900-1989) de taak weer op zich nadat hij deze in 1942 had moeten neerleggen.
Groneman trouwde te Hengelo op 17 april 1907 met de Hengelose Anna Wilhelmina Ekker (1884-1931). Uit dit huwelijk werden een dochter en twee zonen geboren, waaronder  de ingenieur Johan Goswin Evert Groneman (1910-1990)